# Illa dels Conills

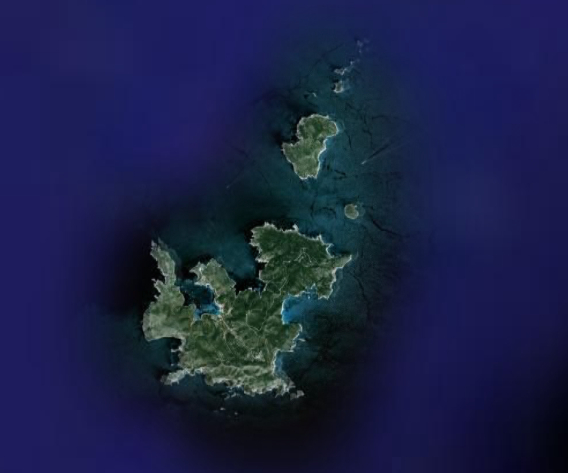
Vista satèl·lit de l'arxipèlag amb Cabrera, més gran, al Sud i l'illa dels Conills, més petita, al Nord.

L'Illa dels Conills és la segona de l'arxipèlag de Cabrera, ocupa una superfície d'1,37 km². Aquesta illa podria ser l'anomenada Parva Hannibalis per Plini el Vell. Per una mala interpretació aquest nom s'hauria convertit en "Patria Hannibalis" la qual cosa hauria donat lloc a la llegenda de l'Hanníbal mallorquí. Encara que podria ser una altra illa a causa del fet que les indicacions de Plini són molt imprecises, sembla que fa referència a una línia recta entre dos objectes extensos com són Eivissa i Mallorca.